# 池子遺跡群

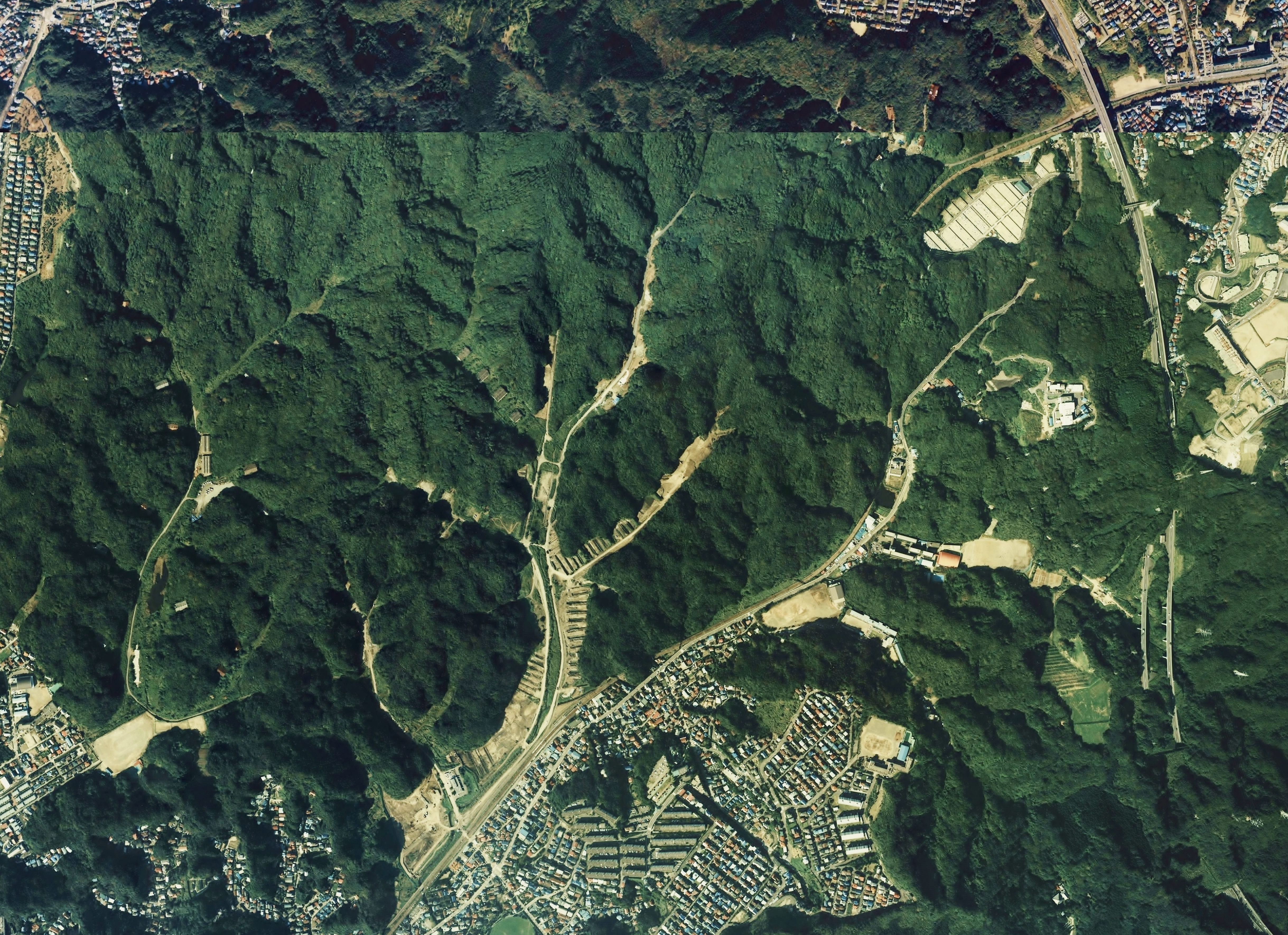
池子弾薬庫一帯の空中写真。住宅地建設前の1988年撮影。丘陵の谷間が遺跡群の所在位置。
。

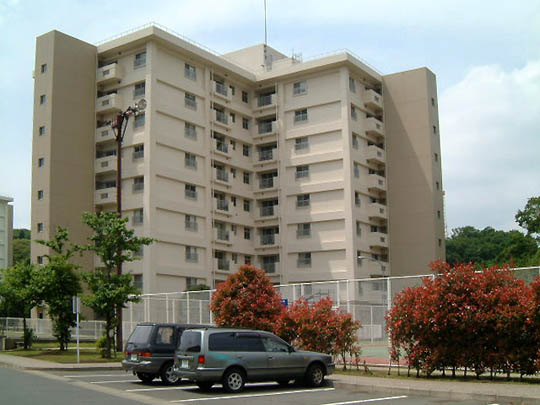
発掘調査後に建てられた米軍住宅の高層建物

池子遺跡群（いけごいせきぐん）は、神奈川県逗子市池子の池子住宅地区及び海軍補助施設一帯に広がる弥生時代から近代にかけての複合遺跡。弥生時代の旧河道などから出土した遺物241点が、2002年（平成14年）2月12日に神奈川県指定重要文化財に指定されている。

## 概要
逗子市池子は同市北部に位置し、横浜市金沢区朝比奈・六浦町、および鎌倉市十二所と境を接する地域で、その北端は3市の境を構成する標高100メートル前後の丘陵部である。この丘陵地を構成する岩盤は50万年前より以前は水深1000メートル以上の深海底であり、その証左として岩盤内からはシロウリガイの化石が産出される。池子遺跡群は、この丘陵南斜面の、池子川（逗子市中心部を流れる田越川の支流）の谷底や山裾部を遺跡範囲として広がっている。
池子川の谷地はかつては池子村という村落だったが、1937年（昭和12年）から弾薬庫の建設地として旧日本海軍による接収が行われた。太平洋戦争以後はアメリカ軍への提供用地となったため、長期に渡って一般人の立ち入りや開発が制限された環境であった。1980年（昭和55年）に同地でアメリカ海軍とその家族のための住宅地建設計画が発表され、1994年（平成6年）の合意を経て1996年（平成8年）に「池子住宅地区及び海軍補助施設」として開設された。
池子遺跡群の発掘調査は、この住宅地建設工事に先立ち埋蔵文化財保護を目的として1989年（平成元年）から1994年（平成6年）まで、神奈川県立埋蔵文化財センター（現・神奈川県埋蔵文化財センター）と財団法人かながわ考古学財団（現・公益財団法人かながわ考古学財団）が行った。調査の総面積は11.9万平方メートルにおよぶ。

## 調査成果
近代以降、約60年にわたり軍用地として人の立ち入りが制限された環境であったため、地形の改変や破壊が少なく結果として旧石器時代から近代にいたる数多くの遺構や遺物（埋蔵文化財）が発見されることとなった。遺跡内最古（最下層）の遺構は弥生時代のもので、同時代中期後半を中心とする竪穴建物や掘立柱建物、方形周溝墓などが見つかった。また、それらと共に幅5～8メートル・深さ最大3メートルの旧河道（縄文時代晩期末～古墳時代ごろまで流れていた川跡）が検出され、川床面から弥生土器や石器のほか、骨角製品や木製品が大量に見つかった。旧石器時代・縄文時代の遺構は検出されなかったが（約6000年前以前は海だったと推定されている）、河底からはナイフ形石器や、縄文土器、独鈷石（どっこいし）など、旧石器～縄文時代の遺物も2次的に堆積したものとして少量見つかっている。
丘陵や台地上など、地下水の少ない遺跡では、骨角製品や木製品などの有機質遺物は、土壌埋没後に腐朽・分解されてしまい残存しにくい（土器や石器などの無機質遺物は残存する）が、谷底など沖積地（低湿地）の遺跡では、多量の地下水によって酸素が遮断されるため、有機質遺物が分解されず良好に保存される事が多く、池子遺跡群も河道や埋没谷に貴重な木製品遺物が残されていた。弥生時代の木製品は、鋤・鍬（広鍬・又鍬）・エブリ・石斧を装着した木製柄・杵などの農耕具や工具、高坏・碗・編籠等の容器や食器類が出土した。また、河道内では、木材で組まれたしがらみ状の遺構も検出された。骨角製品では、骨鏃や骨製釣り針・ヤス・鹿角製アワビオコシ等の狩猟・漁労具のほか、火で焼きヒビの入り方によって吉兆を占う占術（太占）に用いられた鹿の肩甲骨=卜骨（ぼっこつ）等の祭祀具が出土した。これらの遺物から、弥生時代の池子の谷では川の周りに集落が営まれ、水田耕作と漁業が行われていたと推定されている。
古墳時代には引き続き水田が営まれ、木製農具や土器（土師器・須恵器）が出土した。また、卜骨や刀剣・鏡・玉を模した滑石製の石製模造品が出土しており、水辺で祭祀が行われたと推定されている。奈良時代・平安時代には、再び竪穴建物や掘立柱建物が建てられ集落が形成された。墨書土器を含む土師器・灰釉陶器、曲物・靴・馬の鞍・農具などの木製品のほか、鍛冶具や銙帯（かたい）金具などが出土した。
中世（鎌倉時代・室町時代）には、丘陵の山裾部に数多くのやぐらが掘られ、五輪塔などが出土した。また、近世（江戸時代）から近代（幕末・明治時代）にかけての陶磁器やガラス製品なども多く出土した。これらは軍関係用地として接収され、立ち入りが出来なくなる前の池子の村民の残した生活用品であり、近世池子村の歴史を明らかにするものとなった。

## 調査後

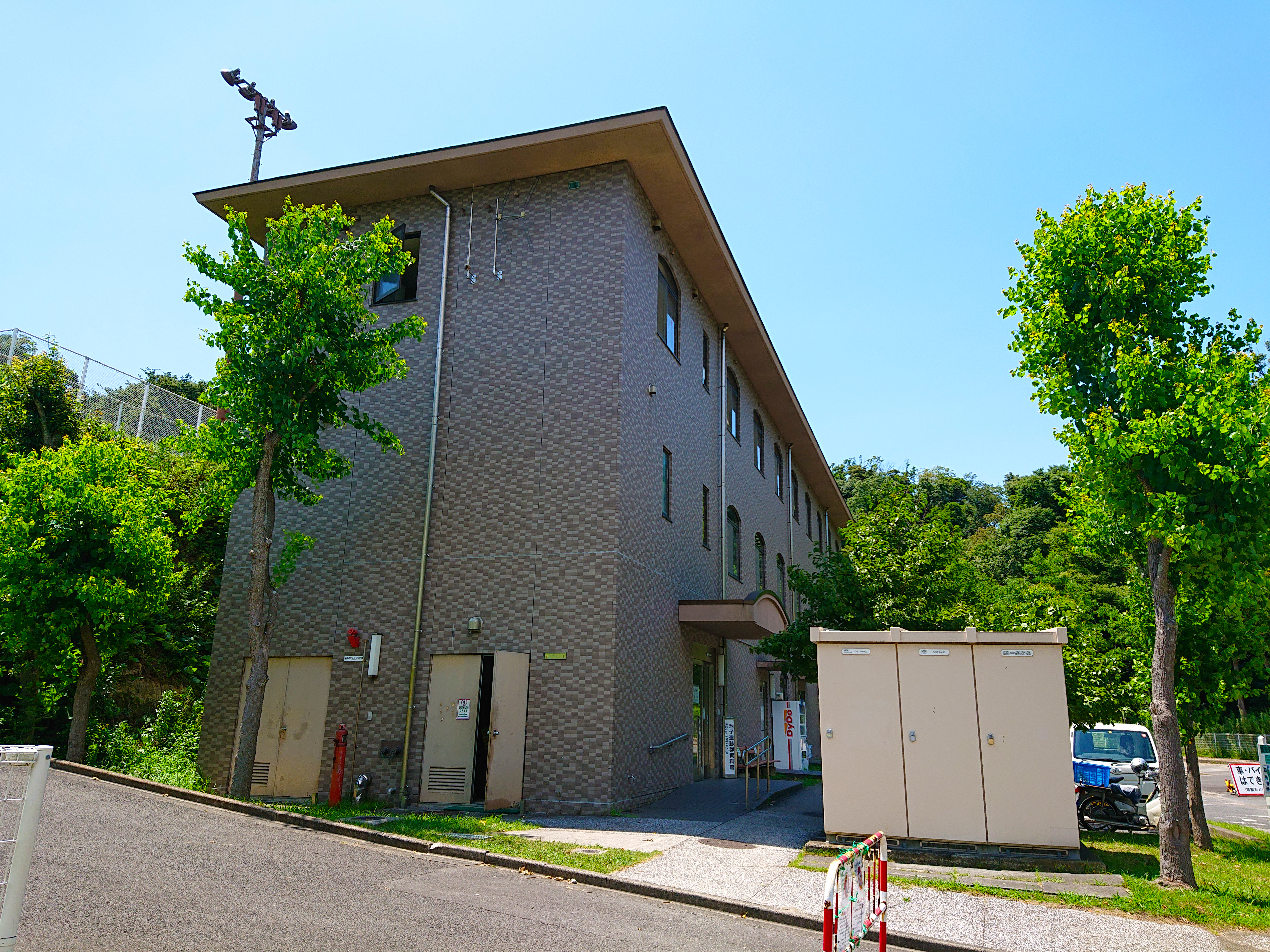
池子遺跡群資料館展示棟

1994年（平成6年）の発掘調査終了後、発掘調査報告書作成のための整理作業を経て、1999年（平成11年）に膨大な量の遺物・調査関係資料が神奈川県から逗子市に移管された。最も重要な考古資料となった弥生時代の遺物（木製品等）は、2002年（平成14年）に神奈川県指定重要文化財に指定された。
現在、池子遺跡群の遺跡範囲大部分は、米軍家族住宅となり一般の日本人の立ち入りは出来なくなったが、出土遺物は米軍住宅に隣接する「池子の森自然公園」内の池子遺跡群資料館で展示・公開されている。

### 発掘調査報告書
- 桝渕, 規彰、高村, 公之『池子遺跡群』 3巻神奈川県横浜市南区中村町3-191-1〈かながわ考古学財団調査報告〉、1995年3月31日（原著1995年3月31日）。 NCID BN13076033。
- 桝渕, 規彰、新開, 基史、谷口, 肇、山本, 暉久『池子遺跡群』 11巻神奈川県横浜市南区中村町3-191-1〈かながわ考古学財団調査報告〉、1996年3月29日（原著1996年3月29日）。 NCID BA30955924。
- 山本, 暉久、谷口, 肇、小林, 泰文、桝渕, 規彰、植山, 英史『池子遺跡群』 26巻神奈川県横浜市南区中村町3-191-1〈かながわ考古学財団調査報告〉、1997年2月28日（原著1997年2月28日）。 NCID BA35103397。
- 植山, 英史、桝渕, 規彰『池子遺跡群』 27巻神奈川県横浜市南区中村町3-191-1〈かながわ考古学財団調査報告〉、1997年3月29日（原著1997年3月29日）。 NCID BA35623138。
- 桝渕, 規彰、植山, 英史『池子遺跡群』 36巻神奈川県横浜市南区中村町3-191-1〈かながわ考古学財団調査報告〉、1998年3月27日（原著1998年3月27日）。 NCID BA4079278X。
- 桝渕, 規彰、植山, 英史『池子遺跡群』 43巻神奈川県横浜市南区中村町3-191-1〈かながわ考古学財団調査報告〉、1999年3月26日（原著1999年3月26日）。 NCID BA47157393。
- 長谷川, 厚、桝渕, 規彰、新開, 基史、依田, 亮一『池子遺跡群』 44巻神奈川県横浜市南区中村町3-191-1〈かながわ考古学財団調査報告〉、1999年3月15日（原著1999年3月15日）。 NCID BA40886023。
- 山本, 暉久、谷口, 肇『池子遺跡群9』 45巻神奈川県横浜市南区中村町3-191-1〈かながわ考古学財団調査報告〉、1999年3月31日（原著1999年3月31日）。 NCID BA57550956。
- 山本, 暉久、谷口, 肇『池子遺跡群』 46巻神奈川県横浜市南区中村町3-191-1〈かながわ考古学財団調査報告〉、1999年3月31日（原著1999年3月31日）。 NCID BA52682042。
- 松田, 光太郎、松葉, 崇、依田, 亮一、小檜山, 一良『池子遺跡群』 263巻神奈川県横浜市南区中村町3丁目191番地1〈かながわ考古学財団調査報告〉、2011年2月14日（原著2011年2月14日）。 NCID BB05081634。